# Občina Makole
Makole so ena od občin v Republiki Sloveniji z okoli 2000 prebivalci. Občina je nastala 1. marca 2006 z izločitvijo iz občine Slovenska Bistrica. 
Občina Makole ima slabih 40 odstotkov delovno aktivnega prebivalstva. Nahaja se v Dravinjski dolini na zahodnem robu Haloz ob izteku Jelovškega potoka. Območje občine je statistično uvrščeno na mejo med regijema Podravje in Celje. Meji še na občini Rogaška Slatina in Majšperk.
Makole so bile prvič kot vas omenjene leta 1375, kasneje pa so dobile pravice trga. Kulturni znamenitosti v naselju sta cerkev sv. Andreja in poznogotska cerkev sv. Lenarta. Skozi naselje teče Jelovški potok, ki se nedaleč stran izliva v Dravinjo.
Makole so turistično zanimiva občina z velikim potencialom in se ponašajo z bogato kulturno in naravno dediščino: dvorec Štatenberg, številni vodni izviri, kraške jame, vinogradi, ... Turizem je ena izmed gospodarskih panog, ki je v stalnem razvoju in rasti. V zadnjem času se je vidno razmahnila rekreacijska dejavnost.

## Naselja v občini
Dežno pri Makolah, Jelovec pri Makolah, Ložnica, Makole, Mostečno, Pečke, Savinsko, Stari Grad, Stopno, Stranske Makole, Strug, Štatenberg, Varoš